# Fowlea flavipunctatus
Fowlea flavipunctatus es una serpiente de la familia Colubridae, de reproducción ovípara que se distribuye por el sureste asiático. La especie lleva el nombre del latín flavus = amarillo y punctatus = manchado y se refiere al patrón de color dorsal (aunque rara vez tiene manchas amarillas claras).

## Distribución
Se distribuye por el sudeste asiático, en: India, Tailandia, Birmania, sur de China, Taiwán, Malasia occidental, Laos, Camboya, Provincia de Hòa Bình (Vietnam) y Bangladés.

## Descripción
Esta especie se caracteriza por:
Un patrón dorsal hecho de pequeñas manchas y rayas oscuras, más grandes en los lados; puntos dorsolaterales pequeños, blancos o amarillos; una marca nucal bien definida, que siempre aparece como una V directa (a excepción de dos especímenes del norte de Tailandia);dos rayas suboculares bien definidas, la posterior se extiende desde el ojo hasta la comisura de la boca y luego se encuentra con la marca en V; escamas ventrales y subcaudales, todas con márgenes enteros, anchos y oscuros;un número bastante bajo de escamas ventrales en los machos. El número de ventrales en los machos es menor que en Xenochrophis piscator, pero hay una gran superposición en las hembras. F. flavipunctatus es muy variable en coloración y patrón dorsal, pero esta variabilidad no está correlacionada geográficamente. La coloración de un espécimen encontrado en Singapur puede tener el mismo color que uno del sur de China. A menudo hay algunas tonalidades rojas o amarillas en la parte delantera del cuerpo.